# Marilyn McReavy
Marilyn McReavy, née le 24 octobre 1944 à San Angelo et morte le 13 avril 2023 à Big Lake (Texas), est une joueuse et entraîneuse de volley-ball américaine.

## Biographie
Marilyn McReavy est diplômée de l'université d'État du Texas en 1966. Membre de l'équipe des États-Unis féminine de volley-ball de 1967 à 1975, elle est médaillée d'or aux Jeux panaméricains de 1967, 8e des Jeux olympiques d'été de 1968 et 6e des Jeux panaméricains de 1971.
Elle est ensuite entraîneuse de volley-ball dans le domaine universitaire. Elle exerce à l'université d'État du Nouveau-Mexique, à l'université d'État de l'Utah, à l'université du Kentucky, à l'université de Floride et à l'université du Nord de la Floride, et devient entraîneur principal à l'université de Saint-Louis en 1994. Elle prend sa retraite en 2003.
Elle meurt le 13 avril 2023 à l'âge de 78 ans.